# Nectocader
Nectocader is een geslacht van wantsen uit de familie van de Tingidae (Netwantsen). Het geslacht werd voor het eerst wetenschappelijk beschreven door Carl John Drake in 1928.

## Soorten
Het genus bevat de volgende soorten:

- Nectocader gounellei (Drake, 1923)
- Nectocader vietnamensis Guilbert, Pham & Soulier-Perkins, 2018